# Liste der Monuments historiques in Sainte-Marie-la-Blanche
Die Liste der Monuments historiques in Sainte-Marie-la-Blanche führt die Monuments historiques in der französischen Gemeinde Sainte-Marie-la-Blanche auf.

## Liste der Immobilien
| Bezeichnung                    | Beschreibung           | Standort               | Kennzeichnung | Schutzstatus | Datum | Bild           |
| ------------------------------ | ---------------------- | ---------------------- | ------------- | ------------ | ----- | -------------- |
| Kirche Assomption-de-la-Vierge | ab dem 15. Jahrhundert | Rue de l’Eglise (Lage) | PA00112611    | Inscrit      | 1988  | weitere Bilder |

## Liste der Objekte
| Bezeichnung                           | Beschreibung                                  | Standort                                     | Kennzeichnung | Schutzstatus | Datum | Bild |
| ------------------------------------- | --------------------------------------------- | -------------------------------------------- | ------------- | ------------ | ----- | ---- |
| Skulptur Christus in der Rast         | Kalkstein, 16. Jahrhundert                    | in der Kirche Assomption-de-la-Vierge (Lage) | PM21001999    | Classé       | 1914  |      |
| Reliquiar                             | Silber, 18. Jahrhundert                       | in der Kirche Assomption-de-la-Vierge (Lage) | PM21002620    | Classé       | 1989  |      |
| Kreuzreliquiar                        | Silber, um 1750, Goldschmied Claude Thevenois | in der Kirche Assomption-de-la-Vierge (Lage) | PM21002982    | Classé       | 1997  |      |
| Kollektenschale                       | Zinn, 18. Jahrhundert                         | in der Kirche Assomption-de-la-Vierge (Lage) | PM21003749    | Inscrit      | 1981  |      |
| Gemälde Mariä Himmelfahrt             | Ölfarbe auf Leinwand, 18. Jahrhundert         | in der Kirche Assomption-de-la-Vierge (Lage) | PM21003750    | Inscrit      | 1981  |      |
| Gemälde Darstellung Mariens im Tempel | Ölfarbe auf Leinwand, 18. Jahrhundert         | in der Kirche Assomption-de-la-Vierge (Lage) | PM21003751    | Inscrit      | 1981  |      |
| Gemälde Darstellung des Herrn         | Ölfarbe auf Leinwand, 18. Jahrhundert         | in der Kirche Assomption-de-la-Vierge (Lage) | PM21003752    | Inscrit      | 1981  |      |